# Campeonato Europeu de Halterofilismo de 1958
O 38º Campeonato Europeu de Halterofilismo foi organizado pela Federação Internacional de Halterofilismo em Estocolmo, na Suécia entre 16 a 21 de setembro de 1958. O evento foi realizado em conjunto com o Campeonato Mundial de Halterofilismo de 1958.

## Medalhistas
| Evento                     | Ouro                                 | Ouro     | Prata                         | Prata    | Bronze                              | Bronze   |
| -------------------------- | ------------------------------------ | -------- | ----------------------------- | -------- | ----------------------------------- | -------- |
| Galo (56 kg)               | Vladimir Stogov · União Soviética    | 342,5 kg | Marian Jankowski · Polónia    | 305,0 kg | Enar Edberg · Suécia                | 290,0 kg |
| Pena (60 kg)               | Yevgueni Minayev · União Soviética   | 362,5 kg | Sebastiano Mannironi · Itália | 342,5 kg | Georg Miske · Alemanha Oriental     | 310,0 kg |
| Leve (67,5 kg)             | Viktor Bushuyev · União Soviética    | 390,0 kg | Luciano De Genova · Itália    | 362,5 kg | Josef Tauchner · Áustria            | 347,5 kg |
| Médio (75 kg)              | Fiodor Bogdanovski · União Soviética | 422,5 kg | Marcel Paterni · França       | 395,0 kg | Ermanno Pignatti · Itália           | 382,5 kg |
| Meio-pesado-leve (82,5 kg) | Trofim Lomakin · União Soviética     | 440,0 kg | Ireneusz Paliński · Polónia   | 432,5 kg | Günther Siebert · Alemanha Oriental | 397,5 kg |
| Meio-pesado (90 kg)        | Arkadi Vorobiov · União Soviética    | 465,0 kg | Ivan Veselinov · Bulgária     | 422,5 kg | Václav Pšenička · Tchecoslováquia   | 417,5 kg |
| Pesado (+ 90 kg)           | Alexei Medvedev · União Soviética    | 485,0 kg | Alberto Pigaiani · Itália     | 440,0 kg | Václav Syrowy · Tchecoslováquia     | 437,5 kg |

## Quadro de medalhas
| Ordem | País              | Medalha de ouro | Medalha de prata | Medalha de bronze | Total |
| ----- | ----------------- | --------------- | ---------------- | ----------------- | ----- |
| 1     | União Soviética   | 7               | 0                | 0                 | 7     |
| 2     | Itália            | 0               | 3                | 1                 | 4     |
| 3     | Polónia           | 0               | 2                | 0                 | 2     |
| 4     | Bulgária          | 0               | 1                | 0                 | 1     |
| 4     | França            | 0               | 1                | 0                 | 1     |
| 6     | Tchecoslováquia   | 0               | 0                | 2                 | 2     |
| 6     | Alemanha Oriental | 0               | 0                | 2                 | 2     |
| 8     | Áustria           | 0               | 0                | 1                 | 1     |
| 8     | Suécia            | 0               | 0                | 1                 | 1     |
| Total | Total             | 7               | 7                | 7                 | 21    |